# Eclose
Eclose este o comună în departamentul Isère din sud-estul Franței. În 2009 avea o populație de 715 de locuitori.

## Evoluția populației
| An        | 1975 | 1982 | 1990 | 1999 | 2006 | 2009 |
| --------- | ---- | ---- | ---- | ---- | ---- | ---- |
| Populație | 495  | 566  | 545  | 536  | 698  | 715  |